# Lush (groupe)
Pour les articles homonymes, voir Lush.
Lush est un groupe de rock britannique, originaire de Londres, en Angleterre. Tous leurs titres sont composés et chantés par Miki Berenyi ou Emma Anderson. Le décès de Chris Acland le 17 octobre 1996 entraîne la fin du groupe. Ils se réunissent en 2015 et se séparent de nouveau en 2016.

## Biographie

### Première période (1987–1996)

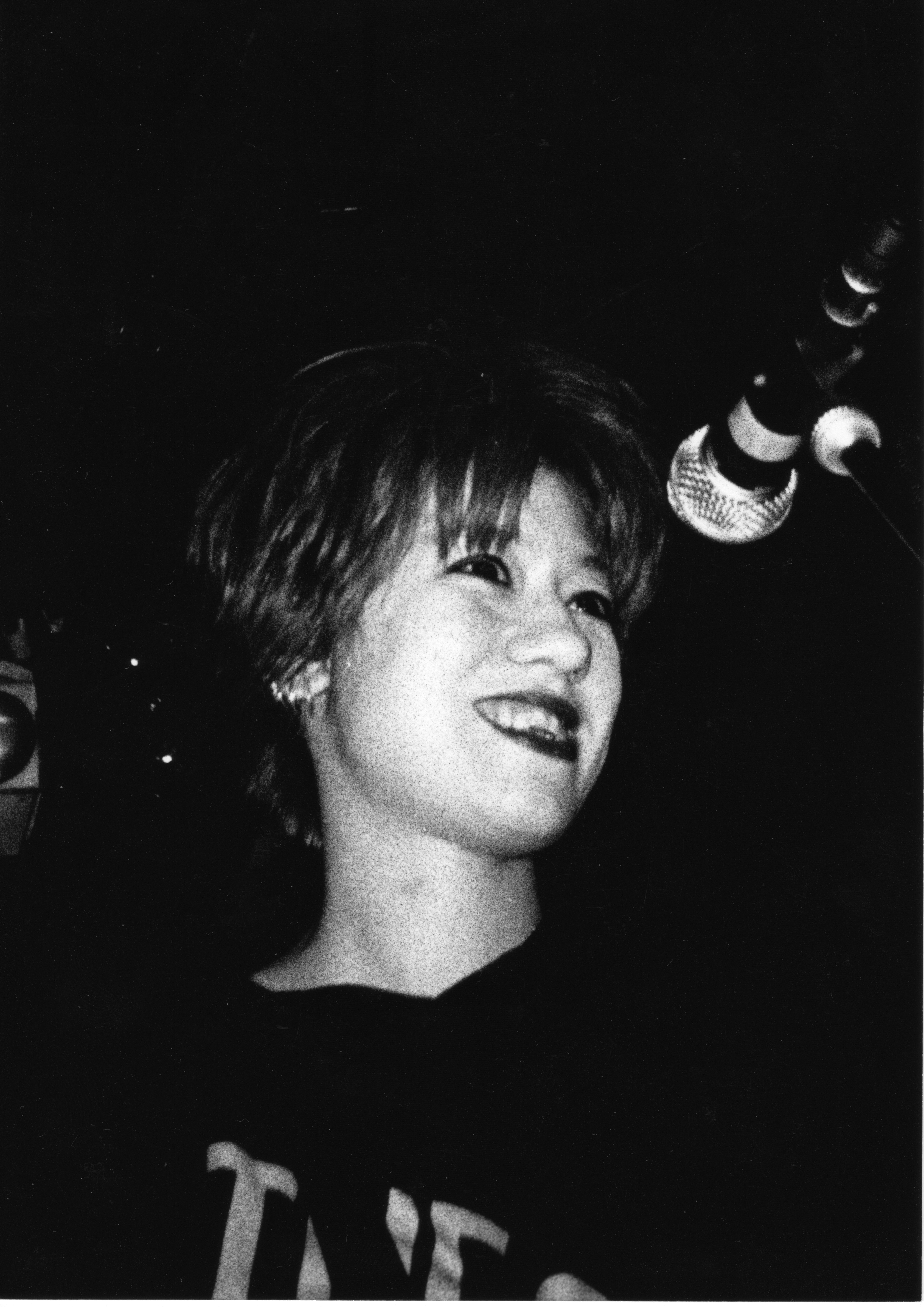
Miki Berenyi, à Rennes, en France, en avril 1990.

Miki Berenyi et Emma Anderson sont deux amies qui se sont rencontrées au Queen's College. Originaires du quartier de Camden, dans le nord de Londres, elles ont d'abord joué respectivement au sein de The Bugs et The Rover Girls avant de former Baby Machines en compagnie de Meriel Barham. Baby Machines est rebaptisé en Lush et le groupe signe sur le label indépendant londonien 4AD, dirigé par Ivo Watts-Russell.
Le 6 mars 1988, le groupe joue pour la première fois, au Camden Falcon à Londres. Peu après, Meriel Barham décide de quitter le groupe pour rejoindre une autre formation 4AD, Pale Saints. Ne trouvant pas de nouveau chanteur, la place incombe à Miki Berenyi.
Le premier EP de Lush, intitulé Scar, sort en octobre 1989, produit par John Fryer de This Mortal Coil. L'EP suivant, Mad Love est produit par Robin Guthrie, guitariste des Cocteau Twins, figure de proue de 4AD, alors qu'en 1990 le single Sweetness and Light voit aux manettes Tim Friese-Green, producteur attitré de Talk Talk. Ces disques attirent l'attention de Warner/Reprise Records et permettent au groupe de signer sur ce label pour les sorties aux Etats-Unis.
En 1990, Lush joue en première partie de The Cure au Crystal Palace Bowl de Londres et tourne en Europe et aux États-Unis en compagnie de  Ride et des Pale Saints. La compilation Gala, regroupant les trois premiers EP, deux réenregistrements de « Thoughtforms », « Scarlet » et une reprise du « Hey Hey Helen » de ABBA, est distribuée aux États-Unis par le label Reprise.
Le bassiste Steve Rippon quitte le groupe à l'amiable en février 1992 après l'enregistrement de For Love et est remplacé par Phil King. Ce dernier, journaliste au New Musical Express, avait auparavant joué au sein de Felt, The Servants et Biff Bang Pow!.
La même année, Lush sort Spooky, son premier album, toujours sous la direction de Guthrie. Le disque décroche une place dans le Top 10 au Royaume-Uni, et se vend à plus de 120 000 exemplaires aux États-Unis. Durant l'été Lush est à l'affiche de la tournée Lollapalooza II en compagnie de groupes tels que The Jesus and Mary Chain, Pearl Jam, Ministry ou Red Hot Chili Peppers.
En 1994, les EP Hypocrite et Desire Lines sont produits par Mike Hedges (The Cure, Siouxsie and the Banshees…) et mixés par Alan Moulder qui a déjà travaillé pour Ride et My Bloody Valentine. Ce duo est reconduit pour l'enregistrement de Split, deuxième album de Lush, qui ne rencontre pas le même succès que son prédécesseur.
Le troisième album du groupe, Lovelife, sort en 1996. Il est produit par Pete Bartlett (Therapy?, Kitchens of Distinction, Elvis Costello). Il contient un duo entre Miki Berenyi et Jarvis Cocker de Pulp, le titre « Ciao! ». D'inspiration plus pop que les disques précédents les trois singles issus de l'album, « Single Girl », « Ladykillers » et « 500 (Shake Baby Shake) » flirtent avec le Top 20 au Royaume-Uni. De retour d'une nouvelle tournée aux États-Unis, le batteur Chris Acland met fin à ses jours. Les autres membres du groupe annoncent officiellement leur séparation en 1998. Par la suite Phil King accompagne The Jesus and Mary Chain en tournée et Emma Anderson forme Sing-Sing en compagnie de Lisa O'Neill.

### Deuxième période (2015–2016)
Le 28 septembre 2015, les trois membres du groupe annoncent sa reformation via la page Facebook officielle créée deux semaines plus tôt, déclarant : « Maintenant, enfin, nous sommes tous les trois au bon endroit et au bon moment pour jouer à nouveau de la musique ensemble. »
L'information est aussitôt reprise par plusieurs sites web, spécialisés ou non. Un EP, Blind Spot, sort le 15 avril 2016. Une vidéo est mise en ligne le 20 février 2016, accompagnant le titre « Out of Control ». Elle est réalisée par Martin Masai Andersen et Kim Thue.
Une tournée européenne et américaine s'ensuit. Un premier concert est programmé le 6 mai 2016 à Londres, pour lequel le groupe sera accompagné de Justin Welch, précédemment membre d'Elastica, à la batterie. À cette occasion, le label 4AD annonce la réédition du best-of Ciao! ainsi que la sortie d'un coffret intitulé Chorus comprenant les compilations Gala et Topolino, leurs trois albums studio et un ensemble d'autres raretés.
Le 18 octobre 2016, Phil King quitte le groupe. Emma, Miki et Justin annoncent qu'ils sont à la recherche d'un nouveau bassiste. Cette même année, ils se séparent de nouveau.

## Projets associés

### The Lillies
En 1991, Miki Berenyi et Chris Acland s'associent à Kevin McKillop et Russell Yates de Moose et Simon Raymonde des Cocteau Twins pour former The Lillies. De cette collaboration ne sort qu'un titre, « And David Seaman Won't Be Very Happy About that ... », disponible sur un flexi-disc distribué avec le numéro 24 de The Spur, fanzine de supporters du Tottenham Hotspur Football Club.

### Piroshka
À la suite de la séparation du groupe en 2016, Miki Berenyi forme avec Justin Welch et Mick Conroy, ancien membre de Modern English, un nouveau groupe nommé Piroshka. Ils sont rejoints par Kevin J McKillop de Moose.

## Discographie

### Albums studio
| Album    | Date de sortie  | Formats                              | Référence | Code | UK Albums Chart | UK Indie | US Billboard 200 |
| -------- | --------------- | ------------------------------------ | --------- | ---- | --------------- | -------- | ---------------- |
| Spooky   | 27 janvier 1992 | Vinyle/CD/Cassette/Éditions limitées | CAD 2002  | 7    | –               | –        |                  |
| Split    | 13 juin 1994    | Vinyle/CD/Cassette                   | CAD 4011  | 19   | –               | 195      |                  |
| Lovelife | 4 mars 1996     | Vinyle/CD/Cassette                   | CAD 6004  | 8    | –               | 189      |                  |

### Singles et EP
| Title                    | Date de sortie   | Référence                                                               | UK Singles Chart | US Modern Rock |
| ------------------------ | ---------------- | ----------------------------------------------------------------------- | ---------------- | -------------- |
| "Scar"                   | 9 octobre 1989   | JAD911, JADC911, JAD911CD 1                                             | –                |                |
| "Mad Love"               | 26 février 1990  | BAD0003, BADC0003, BAD0003CD 1                                          | 55               | –              |
| "Sweetness and Light"    | 15 octobre 1990  | AD0013, ADC0013, BAD0013, BAD0013CD 1                                   | 47               | 4              |
| "Black Spring"           | 7 octobre 1991   | AD1016, ADC1016, BAD1016, BAD1016CD 1                                   | 43               | –              |
| "For Love"               | 30 décembre 1991 | BAD2001, BAD2001CD, BAD D 2001 1 2                                      | 35               | 9              |
| "Hypocrite"              | 30 mai 1994      | AD4008, BADD4008, BAD4008CD 1                                           | 52               | –              |
| "Desire Lines"           | 30 mai 1994      | AD4010, BADD4010, BAD4010CD 1                                           | 60               | –              |
| "Single Girl"            | 8 janvier 1996   | AD6001, BAD6001CD, BAD6001, BAD D 6001CD, BAD D 6001, LUSH4 1 3 4       | 21               | –              |
| "Ladykillers"            | 26 février 1996  | AD6002, BAD6002CD, BAD6002, BAD D 6002CD, BAD D 6002, LUSH6, 6002 1 3 4 | 22               | 18             |
| "500 (Shake Baby Shake)" | 15 juin 1996     | AD6009, BAD6009, BAD6009CD, BADD6009CD, LUSH8 1 3 4                     | 21               | –              |
| "Blind Spot"             | 15 avril 2016    | 1                                                                       |                  | –              |

1 AD*** : 45 tours. ADC*** : cassette 2 titres. BAD***, JAD*** : 45 tours 30 cm. BAD***CD, JAD***CD. BAD D : disque 2 du même titre ou édition limitée en vinyle. BAD D ***CD : disque 2 du même titre ou édition limitée en compact disc. LUSH* : vinyle promotionnel. **** : carte postale. 2 Édition limitée vinyle 25 cm 3 2 Compact disc sortis simultanément 4 Vinyle en couleur

### Compilations
- 1991 : Gala (11/1991, 4AD)
- 1996 : Topolino (faces B) (1996, 4AD)
- 2001 : Ciao! The Best of Lush (03/2001, 11/2015, 4AD)
- 2015 : Chorus (12/2015, 4AD)

### The Lillies
- 1991 : And David Seaman Won't Be Very Happy About That... (Cockadoodle Records ; sous le nom The Lillies)

### Reprises
- Fallin' in Love de Dennis Wilson (sur l'EP Black Spring)
- Outdoor Miner de  Wire (sur l'EP For Love)
- Love at First Sight de The Gist (Stuart Moxham) (sur l'EP Hypocrite)
- Hey Hey Helen de ABBA (sur la compilation Gala)
- Demystification de S. Lake (the Zounds) (sur l'EP Single Girl (disc 2 : BAD D 6001 CD)
- Tchirpy Tchirpy Tchip Tchip de Middle of the Road (groupe écossais des années 70). Cette reprise figure dans la compilation anti-poll tax nommée Alvin Lives In Leeds parue en 1990 au sein de laquelle divers groupes ont apporté leur contribution en reprenant des numéros un des années 70.